# 冒險聖歌
《冒險聖歌》是一款由BioWare開發、美商藝電發行的線上多人動作角色扮演遊戲。在遊戲中，玩家將扮演著自由戰士，並與線上的同伴們一同在廣大的奇幻世界中探索及作戰。該遊戲最初預定於2018年在Microsoft Windows、PlayStation 4及Xbox One平台上發售，但其發售日後來延期至2019年初，最后定於2019年2月22日。《圣歌》在发售后获得了业界较差的评价。娱乐评分综合网站Metacritic上基于76份Windows版评价仅有59分的成绩，而PlayStation 4和Xbox One版本分别有54和65分的综合评价。
BioWare于2020年2月宣布将進行《圣歌》的重新開發工作，以弥补游戏的种种不足。但是在2021年2月，BioWare宣布《圣歌》的重新开发工作正式取消，但《圣歌》的在線服務仍會繼續，他們將專注於新的《闇龍紀元》和《質量效應》作品。

## 系統
《冒險聖歌》將第三人稱射擊遊戲及動作角色扮演遊戲的元素結合於「互相連接的開放世界」中，最多可以四名玩家同時合作遊玩；玩家們可扮演一名自由戰士（Freelancer），以及穿上可自訂的裝甲服「標槍機甲」（Javelins）；這些裝甲服能自訂成擁有各種獨特的武器及超人類的力量。四種標槍機甲分別為全能且平衡的「遊俠號」（Ranger）、高防禦力的「巨像號」（Colossus）、注重攻擊力的「暴風號」（Storm）和身手敏捷的「截擊號」（Interceptor）。此外，玩家也能與各種非玩家角色建立關係，跟BioWare之前遊戲不同之處在於，不包含任何的愛戀關係。
該遊戲在「開放世界」中具有單人遊戲及多人合作模式的元素，每個團隊最多能擁有四名隊員。當團隊在探索失落的廢墟時將會遇上野蠻的野獸和掠奪者，且還得注意其地形會發生的自然景象，如具有威脅的動態天氣「脈衝風暴」（Shaper Storms）。

## 開發
《冒險聖歌》原本由德魯·卡賓森負責構想及開發，但他於2018年初離開BioWare；此前，該遊戲就已開始投入製作。同时本作也是BioWare开发的第一款支持中文及其他部分亚洲语言的游戏（2005年发售的《翡翠帝国》由中国大陆厂商代理发行而除外）。

## 營銷及發行
BioWare於E3 2014表上首次對外公開了正在开发一款新作的消息。2017年6月10日，在E3 2017前的「EA Play」發表會上正式發表了該遊戲。其遊戲玩法在微軟的E3新聞發表會上首次公開，並於隔天在Xbox One平台上運行。
在E3 2017上公布的《冒險聖歌》发售时间为2018年第四季度，但於2018年1月時宣布延期至2019年初；部分原因是為了空出時間表好讓給在2018年底發售的《戰地風雲5》。藝電副總裁派屈克·瑟德隆德表示，BioWare計劃在該遊戲正式發售後長期為遊戲提供新的內容和更新，且其推出對BioWare和EA來說「也許是我們10年旅程的開始」。

## 外部連結
- 官方网站